# Фотолюминесцентная спектроскопия
Фотолюминесце́нтная спектроскопи́я — вид оптической спектроскопии, основанный на измерении спектра электромагнитного излучения, испущенного в результате явления фотолюминесценции, вызванного в изучаемом образце, посредством возбуждения его электромагнитным излучением. Один из основных экспериментальных методов изучения оптических свойств материалов, и в особенности полупроводниковых микро- и наноструктур.
Суть метода заключается в том, что изучаемый образец облучается в видимом, инфракрасном или ультрафиолетовом диапазоне. Поглощённые образцом кванты света, фотоны, возбуждают электроны, находящиеся в валентной зоне, что приводит к их переходу в зону проводимости. Далее электроны испытывают процессы релаксации и, постепенно теряя свою энергию, в конечном итоге, достигают нижней границы зоны проводимости или других незаполненных уровней энергии, где и рекомбинируют с дырками, испуская при этом фотоны с энергией, меньшей или равной энергии поглощенных фотонов. Спектр излученных волн, называемый спектром эмиссии, анализируется с помощью системы, состоящей из монохроматора, фотоэлектронного умножителя, АЦП и вычислительной машины. Таким образом, полученные спектры позволяют изучать структуру энергетических уровней вещества и многие другие аспекты физики полупроводников и других материалов.

## Виды фотолюминесцентной спектроскопии
Существует несколько основных видов фотолюминесцентной спектроскопии и множество модификаций. Каждая методика позволяет изучать различные свойства образца, поэтому, для полного изучения одного образца нередко пользуются несколькими разными методиками.

### Классическая фотолюминесцентная спектроскопия (PL)
В классической версии метода лазерный луч фокусируется в точку диаметром около миллиметра на поверхности образца. Излучённый свет собирается системой линз и фокусируется на входном отверстии монохроматора. Внутри монохроматора подвижная дифракционная решётка расщепляет свет так, что лишь фотоны определённой длины волны (или определённого узкого диапазона длин волн) направляются в детектор, представляющий собой ПЗС-матрицу. При этом лазерный луч, отражённый от поверхности образца, обрезается спектральным фильтром, установленным на входе в монохроматор. Постепенный поворот дифракционной решетки обеспечивает измерение интенсивности света на каждой длине волны рассматриваемого диапазона. Спектральное разрешение такой системы определяется дифракционной решёткой. Таким образом, в эксперименте измеряется спектр излучения, то есть зависимость интенсивности излучения от его длины волны (или энергии).

### Микро-фотолюминесцентная спектроскопия (Micro-PL, PL)
Эта модификация фотолюминесцентной спектроскопии предназначена для изучения микро- и нанообъектов размером, не превышающих несколько микрометров. Основным отличием от классической методики является использование оптического объектива с 20-100-кратным увеличением для фокусировки лазерного луча на отдельно взятом нанообъекте. С этой целью поверхность подсвечивается вторым лучом света, который, отражаясь от поверхности, попадает вместе с отражённым лазерным лучом на видеокамеру, изображение с которой видит экспериментатор, что позволяет точно контролировать положение лазерного луча на поверхности образца. Установка микро-фотолюминесцентной спектроскопии устроена сложнее классической и требует более точной настройки, из-за необходимости одновременной фокусировки двух лучей света. С другой стороны, эта методика способна принести более точные результаты, т.к. работает с единичным нанообъектом, например нановискером, тогда как в классической методике лазер неизбежно возбуждает большое количество нанообъектов, находящихся на поверхности, что приводит к усреднению полученных результатов.

### Время-разрешённая фотолюминесцентная спектроскопия (Time-resolved PL, TRPL)
Эта методика служит в основном для измерения времён жизни носителей заряда в материале. В данном методе возбуждение образца производится короткими лазерными импульсами, а измеряется затухание испущенного образцом излучения во времени. Для таких измерений вместо простой системы из монохроматора и детектора используется специальная электронно-оптическая камера (стрик-камера), а результатом измерений является двумерная картина зависимости интенсивности излучения от времени и его длины волны.

### Фотолюминесцентная спектроскопия возбуждения (PLE)
Этот вид фотолюминесцентной спектроскопии отличается от классического тем, что образец возбуждается не на одной длине волны (то есть одним лазером), а последовательно различными длинами волн, в то время как детектируется излучение только на какой-то одной длине волны. Например, в случае изучения полупроводниковых структур, детектирование обычно проводится на длине волны, соответствующей ширине запрещённой зоны полупроводника, а возбуждение на длинах волн, равной и меньше этой. Для возбуждения на разных длинах волн, лазер обычно заменяется системой, состоящей из галогенной лампы или комбинации ксеноновой и дейтериевой ламп и монохроматора возбуждения, позволяющего выбрать желаемую длину волны возбуждения. Данный метод позволяет эффективно изучать структуру энергетических уровней в образце, так как рекомбинация между разными энергетическими уровнями становится видна более отчётливо, нежели в других методах .

### Низкотемпературная фотолюминесцентная спектроскопия
Все вышеперечисленные виды фотолюминесцентной спектроскопии могут проводиться при различных температурах (как правило, ниже комнатной) и в частности при температуре жидкого гелия (4К). С этой целью образец помещается в криостат, в котором создаётся вакуум и к образцу подводится жидкий гелий, охлаждающий образец. Имеющийся в криостате нагревательный элемент позволяет компенсировать охлаждение и таким образом контролировать температуру, поддерживая её на желаемом уровне.

## Параметры фотолюминесцентной спектроскопии
При использовании фотолюминесцентной спектроскопии, как правило, смысл имеет проведение не единичного измерения, а серии экспериментов, при которых варьируется один или несколько параметров системы. Далее рассмотрены основные параметры, используемые в фотолюминесцентной спектроскопии для постановки таких серий экспериментов.

### Мощность возбуждения
Проведение серии экспериментов с различными значениями мощности возбуждения образца имеет ключевую роль в фотолюминесцентной спектроскопии. В частности, в полупроводниках зависимость интенсивности излучения от мощности возбуждения показывает типы и каналы рекомбинации, и может служить индикатором наличия безызлучательной рекомбинации на дефектах и других процессов. Для контроля мощности возбуждения, как правило, используются нейтральные светофильтры понижающие исходную мощность лазера, которая, как правило, составляет 5—20 мВт.

### Температура образца
Температура изучаемого образца также является ключевым параметром в фотолюминесцентной спектроскопии. Особый интерес представляют измерения при низкой температуре (4К), а также наблюдение изменений в спектре при изменении температуры. Например, измерение интенсивности излучения в зависимости от температуры (так называемый график Аррениуса) может давать представление о каналах рекомбинации в полупроводниках и позволяет оценить энергию активации и другие параметры. Измерение ширины пиков фотолюминесценции, как функции температуры, позволяет делать выводы о распределении носителей заряда в структуре. Таким образом можно проводить, например, измерения электрических полей, возникающих в наноструктурах и другие непрямые измерения.
В целом, т.к. свойства полупроводников сильно зависят от температуры, то низкотемпературная спектроскопия играет важнейшую роль в изучении материалов и наноструктур.

### Длина волны возбуждения
Явление фотолюминесценции в полупроводниковых образцах, за редким исключением, может происходить только при энергии возбуждения, большей (не резонансное возбуждение) или равной (резонансное возбуждение) ширине запрещённой зоны, то есть с длиной волны, меньшей или равной длине волны, соответствующей этой ширине. Как следствие, изучение полупроводниковых материалов с использованием разных длин волн представляет особый интерес. В частности, сравнение результатов измерений при резонансном и не резонансном возбуждениях может давать представления о процессах релаксации носителей заряда и наличии дефектов в образце. Также на изменении длины волны возбуждения основан метод фотолюминесцентной спектроскопии возбуждения (PLE), описанный выше.

### Поляризация
Фотолюминесцентная спектроскопия позволяет проводить анализ поляризации поглощенного и испущенного излучения. С этой целью перед лазером и монохроматором соответственно устанавливаются поляризаторы. Изучая интенсивность излучения как функцию угла поворота поляризатора, можно сделать выводы о поляризационной анизотропии материала. Таким методом изучают, например, поляризацию нановискеров.